# 蘇希托雷茨河

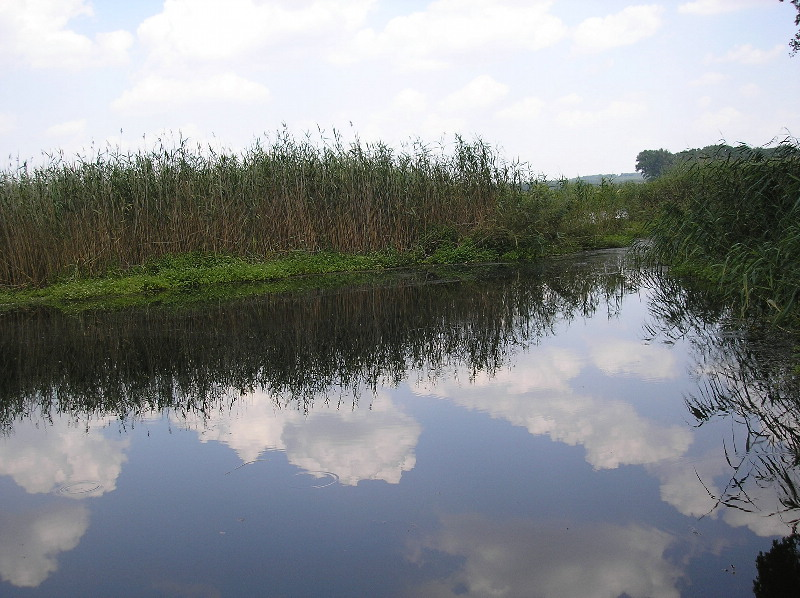

蘇希托雷茨河（烏克蘭語：Сухий Торець），是烏克蘭的河流，流經哈爾科夫州和頓涅茨克州，屬於卡曾內托雷茨河的支流，發源自塞梅尼夫卡西南面，河道全長97公里，流域面積1,610平方公里。